# Анхель Амадео Лабруна
Анхель Амадео Лабруна (ісп. Ángel Labruna, нар. 28 вересня 1918, Буенос-Айрес — пом. 20 вересня 1983, Буенос-Айрес) — аргентинський футболіст, що грав на позиції нападника. По завершенні ігрової кар'єри — футбольний тренер.
Виступав, зокрема, за клуб «Рівер Плейт», а також національну збірну Аргентини. Один з найрезультативніших нападників в історії аргентинського клубного футболу. За опитуванням IFFHS посів 26-е місце у списку найкращих футболістів Південної Америки ХХ століття.
Дев'ятиразовий чемпіон Аргентини. Семиразовий чемпіон Аргентини (як тренер).

## Клубна кар'єра
Народився 28 вересня 1918 року в місті Буенос-Айрес. Вихованець футбольної школи клубу «Рівер Плейт». Дорослу футбольну кар'єру розпочав 1939 року в основній команді того ж клубу, в якій провів двадцять сезонів, взявши участь у 515 матчах чемпіонату. Більшість часу, проведеного у складі «Рівер Плейта», був основним гравцем атакувальної ланки команди, а також одним з її головних бомбардирів, маючи середню результативність на рівні 0,57 голу за гру першості. У середині 1940-х разом з Хуаном Карлосом Муньйосом, Хосе Мануелєм Морено, Адольфо Педернерою і Феліксом Лусто складав грізну п'ятірку нападників, яка була відома серед вболівальників як «машина» (ісп. La Máquina).
Загалом дев'ять разів виборював титул чемпіона Аргентини. Самий же Лабруна двічі ставав найкращим бомбардиром сезону. За загальною кількістю голів в чемпіонатах Аргентини поступається лише прагвайському форварду «Індепендьєнте» 1930-х і 1940-х Арсеніо Еріко.
Згодом у 1960 році грав у складі уругвайського «Рампла Хуніорс» та чилійського «Рейнджерс» (Талька).
Завершив професійну ігрову кар'єру у клубі «Платенсе» (Вісенте-Лопес), за команду якого виступав протягом 1961 року.

## Виступи за збірну
У 1942 році дебютував в офіційних матчах у складі національної збірної Аргентини. Протягом кар'єри у національній команді, яка тривала 17 років, провів у формі головної команди країни лише 37 матчів, забивши 17 голів.
У складі збірної був учасником розіграшу Кубка Америки 1946 року в Аргентині, здобувши того року титул континентального чемпіона, розіграшу Кубка Америки 1955 року в Чилі, де аргентинці знову стали найсильнішими на континенті, розіграшу Кубка Америки 1956 року в Уругваї, на якому команда здобула бронзові нагороди, а також чемпіонату світу 1958 року у Швеції.

## Кар'єра тренера
Розпочав тренерську кар'єру, повернувшись до футболу після невеликої перерви, 1966 року, очоливши тренерський штаб клубу «Дефенсорес де Бельграно».
В подальшому очолював команди клубів «Рівер Плейт», «Росаріо Сентраль», «Расинг» (Авельянеда) та «Тальєрес». Сім разів приводив очолювані ним команди до перемог у чемпіонатах Аргентини (у тому числі 6 разів «Рівер Плейт».
Останнім місцем тренерської роботи був клуб «Архентінос Хуніорс», головним тренером команди якого Анхель Амадео Лабруна був 1983 року.
Помер 20 вересня 1983 року на 65-му році життя у Буенос-Айресі.

## Титули і досягнення

### Як гравця
- Чемпіон Аргентини (9):

«Рівер Плейт»: 1941, 1942, 1945, 1947, 1952, 1953, 1955, 1956, 1957
- Чемпіон Південної Америки: 1946, 1955
- Бронзовий призер Чемпіонату Південної Америки: 1956

### Як тренера
- Чемпіон Аргентини (7):

«Росаріо Сентраль»: 1971 (Насіональ): «Рівер Плейт»: 1975 (Метрополітано), 1975 (Насіональ), 1977 (Метрополітано), 1979 (Насіональ), 1979 (Метрополітано), 1980 (Метрополітано)

### Особисті
- Найкращий бомбардир чемпіонату Аргентини: 1943 (23 м'ячі), 1945 (25 м'ячів)